# Het feest in het huis van Levi
Het feest in het huis van Levi (Italiaans: Convito in casa di Levi) is een schilderij van Paolo Veronese uit 1573. Sinds 1815 maakt het schilderij deel uit van de collectie van de Gallerie dell'Accademia in Venetië.

## Geschiedenis
Veronese schilderde het werk voor de refter van het Dominicaner klooster van Santi Giovanni e Paolo in Venetië ter vervanging van een schilderij van het Laatste Avondmaal van Titiaan, dat in 1571 bij een brand werd verwoest. Ook Veronese's werk stelde oorspronkelijk het Laatste Avondmaal voor.
Ongeveer drie maanden nadat het schilderij voltooid was, riep het Heilig Tribunaal (Supremo Tribunale) de kunstenaar op om vragen te beantwoorden over elementen op schilderij die ongepast werden geacht voor een voorstelling van het Laatste Avondmaal. Dit tribunaal, niet te verwarren met de kerkelijke Inquisitie die in Venetië pas na toestemming van doge in actie kon komen, kon in theorie zware straffen opleggen. Tijdens het verhoor werd Veronese gevraagd uit te leggen waarom het schilderij "hansworsten, dronken Duitsers, dwergen en andere soortgelijke schunnigheden" bevatte, evenals extravagante kostuums en decors. Veronese verdedigde zijn schilderij, dat inderdaad veel weg heeft van een feest van Venetiaanse patriciërs, door te wijzen op het grote oppervlakte dat hij had moeten vullen. Hij had er daarom voor gekozen om veel extra figuren toe te voegen. De kunstenaar verklaarde ook dat hij deze personages op grote afstand van Christus had afgebeeld, waardoor ze de voorstelling van het Laatste Avondmaal niet konden bederven. Met deze compositie ging Veronese echter in tegen de strikte regels die tijdens het Concilie van Trente waren opgesteld. Daar was bepaald dat religieuze kunstwerken geen toevoegingen mochten hebben die enkel een decoratieve functie hadden. 
Uiteindelijk kreeg Veronese van het Heilig Tribunaal te horen dat hij zijn schilderij binnen een periode van drie maanden moest veranderen. Hij bracht daarop eenvoudigweg twee inscripties aan die de titel in Het feest in het huis van Levi veranderden. In deze episode uit het evangelie, die een minder centrale plaats inneemt dan het Laatste Avondmaal, staat beschreven dat er zondaars aanwezig waren bij een feestmaal. Hierna ondernam het Tribunaal geen actie meer. Mogelijk was het buitengewone proces in de eerste plaats een voorwendsel om de Dominicanen van Santi Giovanni en Paolo te waarschuwen wegens de talrijke gevallen van afvalligheid binnen het klooster. 
In 1697 werd het klooster opnieuw getroffen door brand. Het schilderij werd haastig in drie stukken gesneden en opgerold. Hierbij gingen kleine stroken aan de onder- en bovenkant verloren. In 1797, tijdens de veroveringen van Napoleon, werd het schilderij naar Parijs gebracht, waar het tot 1815 bleef. Hierna werd het schilderij toegewezen aan de Gallerie, waar een zaal aan beide zijden moest worden uitgebreid om het werk tentoon te kunnen stellen.

## Voorstelling
Dit is het grootste schilderij van een banket dat Veronese maakte. Hij plaatste de bijbelse gebeurtenis in zijn eigen tijd, de tweede helft van de zestiende eeuw. Bijna alle mensen dragen feestelijke gewaden, behalve Jezus en enkele van zijn discipelen, die enigszins verdwaald lijken in de menigte. De prachtige architectonische achtergrond uit de Renaissance doet denken aan een toneeldecor. Het banket zelf vindt plaats in een loggia, met aan de voor- en achterkant drie ronde bogen, ondersteund door Korintische zuilen. In de zwikken bevinden zich vergulde reliëfs van gevleugelde vrouwen (wellicht engelen). De structuur met drie bogen doet denken aan een drieluik. De bogen doen ook denken aan Romeinse triomfbogen, die in deze context een metafoor zijn voor de triomf van Christus. Vooraan is links en rechts een trap geschilderd, waarop sommige mensen naar boven of naar beneden gaan. Dit doet denken aan Noord-Italiaanse kerken die vaak trappen hadden die naar het hoogaltaar leidden. 
Jezus zit in de middelste boog, gekleed in roze en blauw, met om zijn hoofd een aureool. Boven hem gaat de blauwe en bewolkte avondhemel open. Jezus buigt zich vriendelijk naar Johannes (in het rood), zijn favoriete discipel. Deze ziet er nog erg jong uit en lijkt hem iets te vragen. Links van Jezus pakt Petrus, met een witte baard, eten uit een kom. Aan de rechterrand van de centrale boog, schuin tegenover Jezus, zit in de schaduw een zwartharige, bebaarde man die zich naar een Moorse page wendt. Dit is waarschijnlijk Judas. Aan de overkant links, aan de linkerrand van de centrale boog, is een arrogante en onsympathiek ogende oudere heer te zien in een lang rood gewaad afgezet met hermelijn en met een rode hoofdtooi. Deze man stelt waarschijnlijk een Joodse hogepriester voor. Onder tafel is een kat afgebeeld die kijkt naar een hond die ervoor staat.
Naast Jezus en zijn discipelen die verspreid rond de tafel staan, bevolken talloze andere figuren het schilderij. Dit zijn vooral bedienden, onder wie enkele Moren. In een kleine scène op de voorgrond probeert een van deze Moorse pages (in roze kleding) een blauwe papegaai te aaien die vast wordt gehouden door een hofdwerg in een oranje tenue. Sommige kunsthistorici geloven dat de elegante, bebaarde heer in het groen erachter een zelfportret van Veronese is, maar deze veronderstelling is niet zeker. Op de trap rechts zijn twee Duitse huurlingen of bewakers te zien, van wie er één wijn drinkt uit een glas. Verschillende bedienden uiterst links dragen tulbanden en stellen oosterlingen voor. De enige vrouwelijke figuren zijn een klein meisje (of een dwerg) rechtsvoor en enkele toeschouwers in het paleis op de achtergrond links. Al deze figuren zijn met grote natuurlijkheid en levensechtheid afgebeeld. De illusionistisch geschilderde trap op de voorgrond geeft de kijker de indruk dat hij zelf in het tafereel zou kunnen lopen. 

## Afbeeldingen

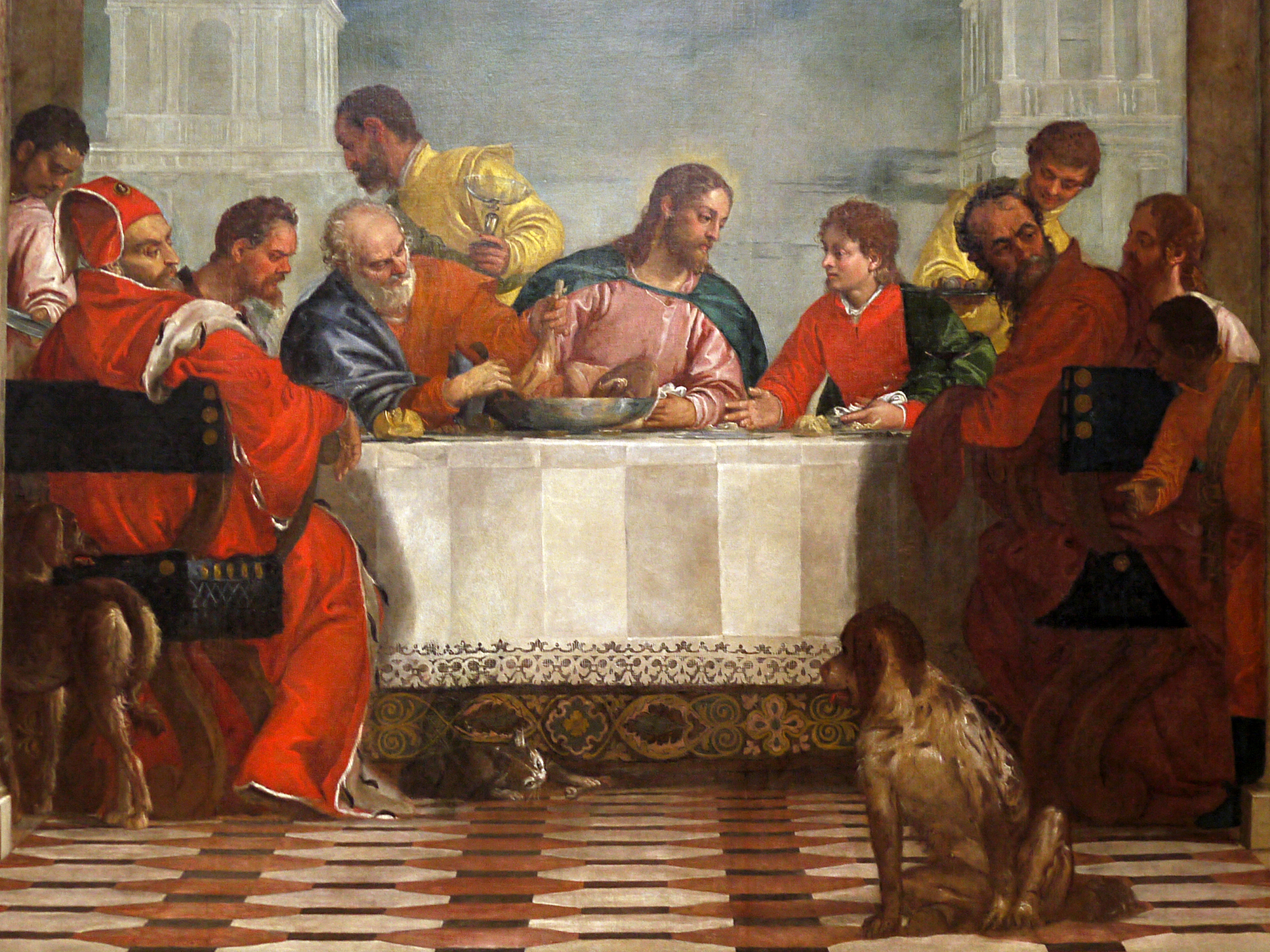
Detail
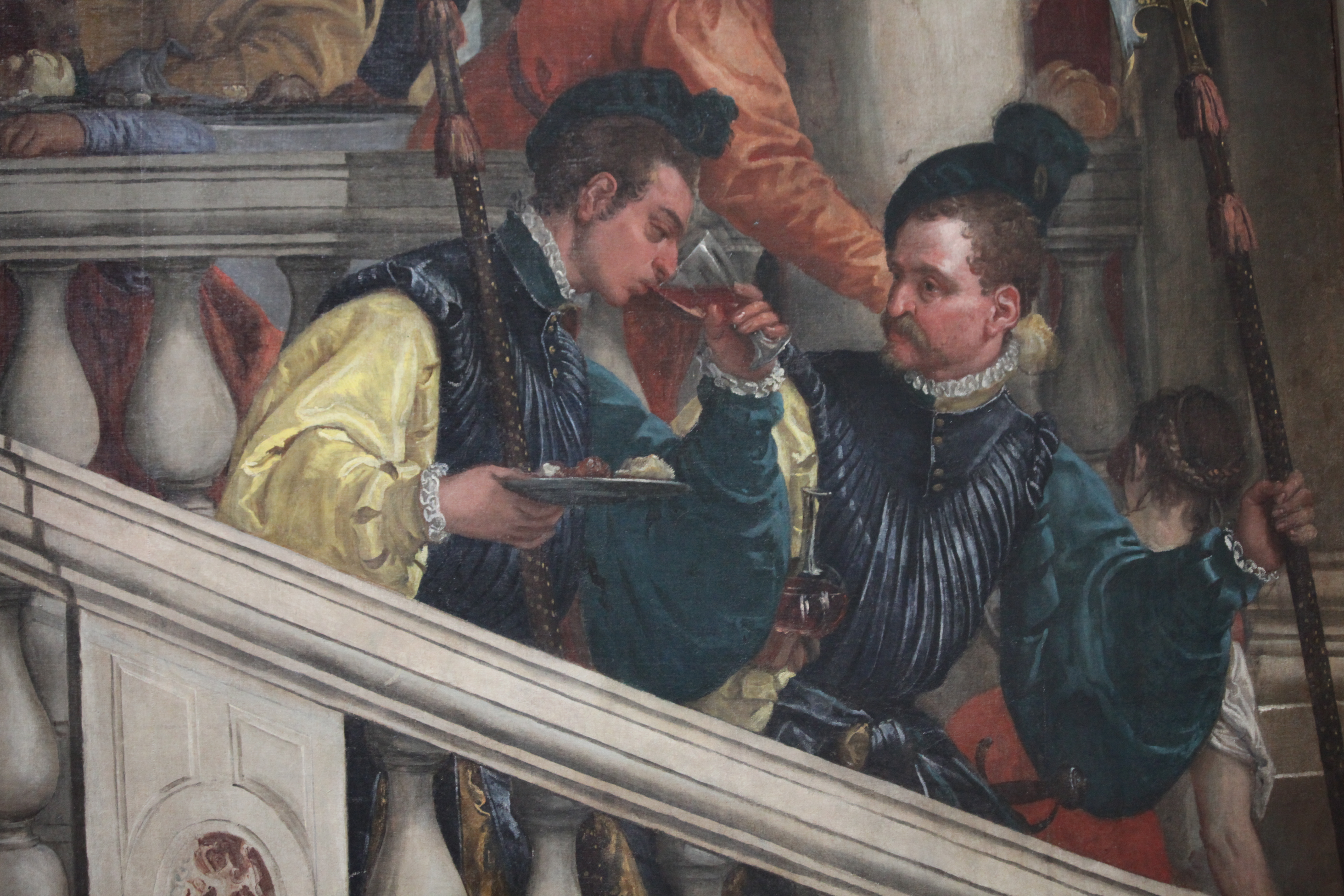
Detail
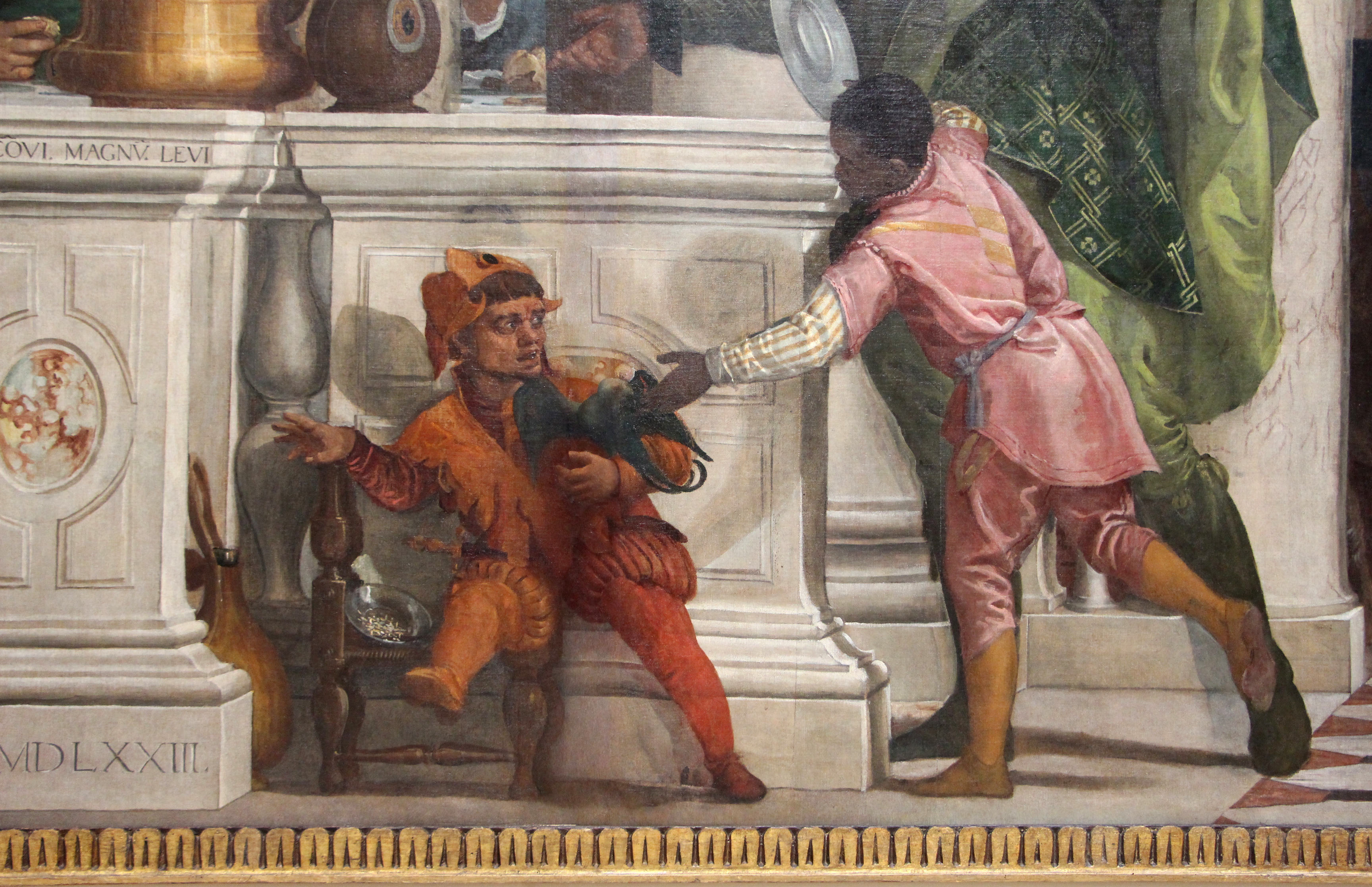
Detail
Ets van Jan Saenredam, gemaakt voor de brand in 1697
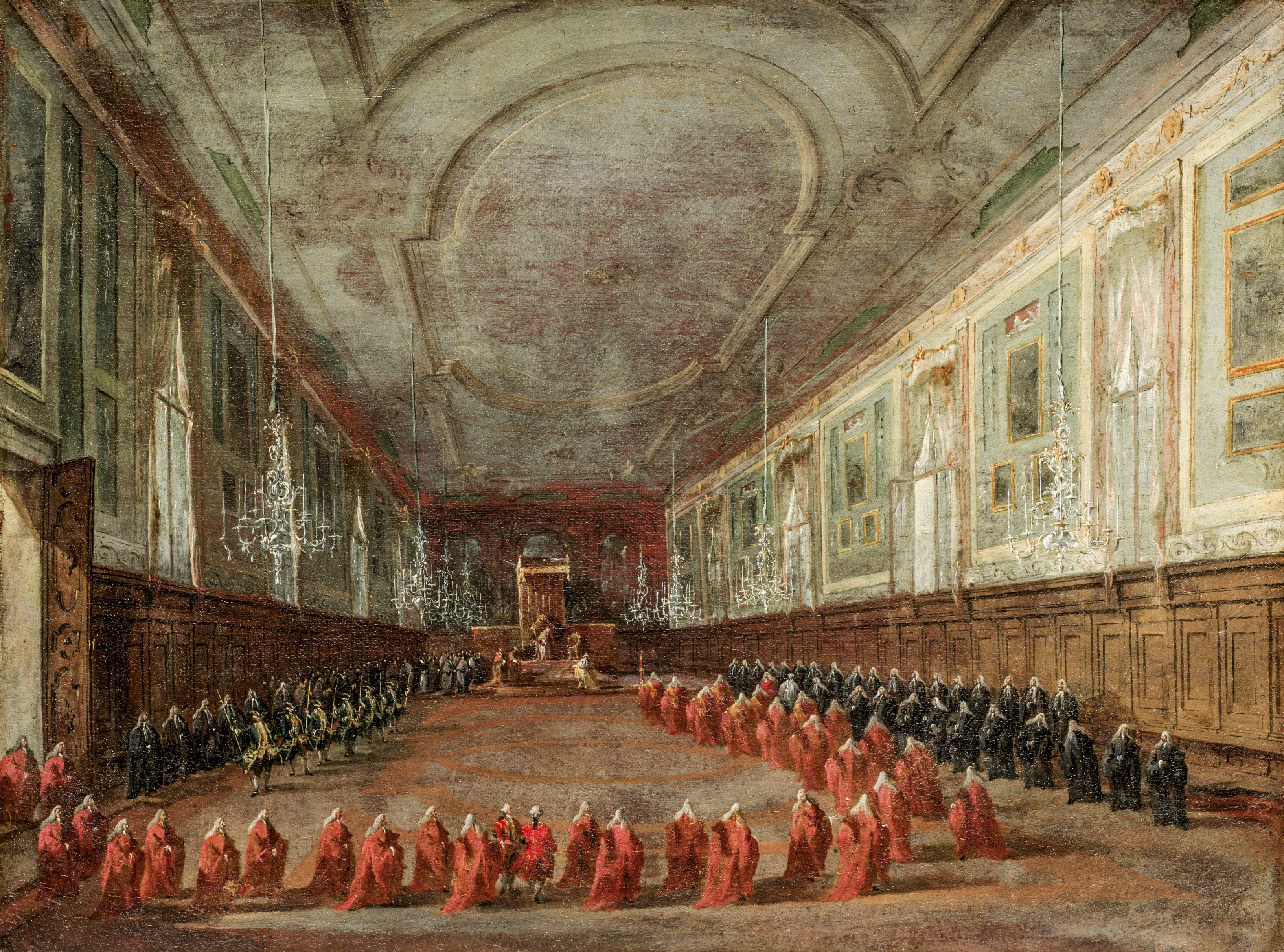
Schilderij van Francesco Guardi waarop de refter met het schilderij van Veronese te zien is